# 絆 (小杉健治)
『絆』（きずな）は、小杉健治による日本の小説。
1987年、第41回日本推理作家協会賞長篇部門を受賞、1988年、第98回直木賞候補となる。
これまでに3度テレビドラマ化されている。詳細は#テレビドラマを参照。

## あらすじ
夫殺しの罪を問われている弓丘奈緒子。最初は否認していた奈緒子だが、偽装工作が露顕してからは自白し、起訴後も罪を認める姿勢を貫いていたため、情状酌量が裁判の争点になると注目されていた。検察官が読み上げた起訴状にも、事実に間違いない、と述べる奈緒子だが、弁護人の原島は無罪を主張する。凶器を購入したのは奈緒子自身、夫には愛人がおり、離婚の話も出ていた。本当に奈緒子は無実なのか、無実ならばなぜ罪を受け入れようとするのか。

## 登場人物
弓丘 奈緒子
被告人。43歳。会社社長で夫の勇一を殺したとして起訴される。旧姓・市橋。自宅で茶道教室と生け花教室を開いていた。
原島 保
奈緒子の2番目の弁護人。前任の水木に指名され、引き受けた。3年前『小岩母娘殺人事件』で弁護を担当し、一審で無期懲役だった被告人を、二審で無罪にしたが、その人物が真犯人だったことが後に判明し、それ以来弁護士業から身を退いて隠遁生活を送っていた。「原島弁護士の愛と悲しみ」参照。
水木 邦夫
奈緒子の最初の弁護人。コンピュータ技術者から弁護士に転身した。「原島の方がこの事件の弁護に向いている」と、原島を後任に指名し、突如辞任した。3年前の事件の一審の弁護士。
司法記者
今回の事件を取材している。小学生の頃、上級生の奈緒子に一目惚れし、ずっと憧れの存在だった。奈緒子より5歳年下。奈緒子の弟・寛吉と仲が良かった。
妻の妊娠が発覚するが、医師から知恵遅れになる可能性があると指摘され、産むべきか悩んでいる。
弓丘 勇一
被害者。奈緒子の夫。弓丘産業の社長だった。並木初江の夫とはゴルフ仲間。
市橋 晴彦
奈緒子の4歳年下の弟。T大卒の大蔵省役人。
市橋 寛吉
奈緒子の2歳年下の弟、晴彦の兄。知恵遅れだった。ある日姿を消す。
金沢
今回の事件の公判検事。東京地検の鬼検事と言われる。44歳。
伊勢
裁判長。T大法学部出身。50歳過ぎ。感情に左右されずに事実を追求しようとする。
吹田・福山
右陪席判事、左陪席判事。
中尾 日出子／玉恵
34歳。日本橋浜町で芸者をしていた勇一の愛人。勇一の出資で銀座にクラブを出す予定だった。
弓丘 美砂子
奈緒子と勇一の娘。16歳。
並木 初江
奈緒子の生け花教室の生徒。36歳。
三津井 沢子
元弓丘産業OL。社長秘書をしていた。事件の翌日に自殺している。

## テレビドラマ

### 日本テレビ版（1996年）
1996年10月8日、日本テレビ系列「火曜サスペンス劇場」の15周年記念作品としてテレビドラマ化。脚本：掛札昌裕、演出：長谷和夫。

#### キャスト
- 弓丘奈緒子 - 十朱幸代
- 原島保 - 滝田栄
- 三津井沢子 - 高部知子
- 中西良太
- 杉田かおる
- 山下規介
- 弓丘美砂子 - 早勢美里
- 三上真一郎
- 中尾日出子 - 風祭ゆき

ほか

### テレビ東京版（2002年）
2002年3月20日、テレビ東京系列「女と愛とミステリー」にて『渡哲也サスペンス 絆』というタイトルでテレビドラマ化。

#### キャスト
- 原島保：渡哲也
- 水木邦夫：渡辺いっけい
- 弓丘奈緒子：伊藤蘭
- 弓丘美砂子：邑野未亜
- 筒見仁造（市橋寛吉）：村田雄浩
- 市橋晴彦：天宮良
- 大沼幹也：片桐竜次
- 木村昇
- 山西道広
- 金沢検事：誠直也
- 森次晃嗣
- 川幡由佳
- 佐藤仁哉
- 関根道代：長谷部香苗
- 高山千草
- 野口ふみえ
- 土屋大輔
- 弓丘勇一：山田百貴
- 佐々木麻由子
- 萩原紀
- 小野祥子
- 原島彩：遊井亮子（原島の娘）
- 原島亜樹子：松原智恵子（原島の妻）

#### スタッフ
- 監督：澤田幸弘
- 脚本：洞澤美恵子
- 選曲：合田豊
- 法律監修：菅原哲朗
- バイオリン指導：松本花菜、石井啓太
- 技術協力：ビデオフォーカス
- 照明協力：APEX
- 美術協力：KHKアート
- 装飾：山崎美術
- 制作協力：国際放映
- プロデューサー：大久保直実、森川一雄
- 製作：テレビ東京、BSジャパン、ビデオフォーカス

### テレビ朝日版（2006年）
2006年4月29日、テレビ朝日系列「土曜ワイド劇場」のシリーズ『事件』の第12作として、「妻はなぜ嘘の自白をしたか?」が放映された。

#### キャスト
- 伊丹秀一：北大路欣也（原作の原島）
- 加瀬直人：山下徹大
- 本多和美：山下容莉枝
- 弓丘奈緒子：中田喜子
- 弓丘美砂子：水橋貴己
- 市橋寛之：甲本雅裕
- 市橋晴彦：尾美としのり
- 八木孝雄：高橋元太郎
- 金沢郁夫：石丸謙二郎
- 弓丘勇次郎：山崎一
- 倉田テル：大山のぶ代
- 藤田宗久
- 真実一路
- 春田純一
- 悠木千帆